# Holomorfe functie

Een rechthoekig raster (boven) en de afbeelding daarvan (onder): een holomorfe functie

Holomorfe functies (van het Griekse ὅλος, holos dat geheel betekent) zijn het centrale onderwerp van studie binnen de complexe functietheorie, een deelgebied van de wiskunde. Holomorfe functies zijn functies die op een open deelverzameling van het complexe vlak {\displaystyle \mathbb {C} } zijn gedefinieerd met waarden in {\displaystyle \mathbb {C} } en die in ieder punt in dit definitiegebied als complexe functie kunnen worden gedifferentieerd. Dit is een veel sterkere conditie dan de reële differentieerbaarheid en houdt in dat de functie een gladde functie is, dus oneindig vaak kan worden gedifferentieerd.
Cauchy heeft bewezen dat iedere holomorfe functie ook een analytische functie is. Dit is een belangrijke stelling uit de complexe functietheorie. Analytische functie en holomorfe functie worden daarom vaak door elkaar gebruikt. Een analytische functie is een functie die in de omgeving van, binnen een open schijf om ieder punt op zijn domein een taylorreeksontwikkeling heeft. 
Een functie die over het hele complexe vlak holomorf is, wordt ook een gehele functie genoemd.

## Definitie
Als {\displaystyle U} een open deelverzameling van {\displaystyle \mathbb {C} } is en {\displaystyle f:U\to \mathbb {C} } is een complexe functie op {\displaystyle U}, zegt men dat {\displaystyle f} complex differentieerbaar is in een punt {\displaystyle z_{0}} van {\displaystyle U} als de limiet
{\displaystyle f'(z_{0})=\lim _{z\to z_{0}}{f(z)-f(z_{0}) \over z-z_{0}}}
bestaat.
De limiet wordt hier genomen over alle rijen van complexe getallen die naderen tot {\displaystyle z_{0}}, en voor al zulke rijen dient het differentiequotiënt tot hetzelfde getal {\displaystyle f'(z_{0})} te naderen.
Intuïtief, als {\displaystyle f} complex differentieerbaar is in {\displaystyle z}0 en we punt {\displaystyle z_{0}} naderen uit de richting {\displaystyle r}, dan benaderen de functiewaarden het punt {\displaystyle f(z_{0})} uit de richting {\displaystyle f(z_{0})r}. Dit concept van differentieerbaarheid deelt verschillende eigenschappen met reële differentieerbaarheid: het is lineair en gehoorzaamt aan de productregel, quotiëntregel en kettingregel.
Als {\displaystyle f} complex differentieerbaar is in elk punt {\displaystyle z_{0}} in {\displaystyle U}, zeggen we dat {\displaystyle f} holomorf op {\displaystyle U} is. Wij zeggen dat {\displaystyle f} holomorf is in het punt {\displaystyle z_{0}} als {\displaystyle f} holomorf is op enige omgeving van {\displaystyle z_{0}}. Wij zeggen dat {\displaystyle f} holomorf is op enige niet-open verzameling {\displaystyle A} als deze functie holomorf is op een open verzameling die {\displaystyle A} bevat.
De relatie tussen reële en complexe differentieerbaarheid is als volgt: als een complexe functie
{\displaystyle f(x+iy)=u(x,y)+i\cdot v(x,y)}
holomorf is, dan hebben {\displaystyle u} en {\displaystyle v} eerste partiële afgeleiden naar {\displaystyle x} en {\displaystyle y}. Deze afgeleiden voldoen aan de Cauchy-Riemann-vergelijkingen:
{\displaystyle {\frac {\partial u}{\partial x}}={\frac {\partial v}{\partial y}}\quad {\mbox{en}}\quad {\frac {\partial u}{\partial y}}=-{\frac {\partial v}{\partial x}}}
Het omgekeerde geldt in zoverre dat als {\displaystyle u} en {\displaystyle v} continue eerste partiële afgeleiden hebben en voldoen aan de Cauchy–Riemann-vergelijkingen, dat dan {\displaystyle f} holomorf is. Als continuïteit van de eerste partiële afgeleiden geen gegeven is, is er de veel moeilijker te bewijzen stelling van Looman-Menchoff: stel dat {\displaystyle f} continu is, met {\displaystyle u} en {\displaystyle v} bijna overal bestaande eerste partiële afgeleiden, dan voldoen zij aan de Cauchy–Riemann-vergelijkingen dan en slechts dan als {\displaystyle f} holomorf is.

## Terminologie
Het woord "holomorf" werd door twee studenten van Cauchy, Briot (1817-1882) en Bouquet (1819-1895), geïntroduceerd en is afgeleid van het Griekse woord όλος: holos, voor geheel, en μορφή: morphe voor vorm of uiterlijk kenmerk.
Vandaag de dag prefereren vele wiskundigen holomorfe functie boven analytische functie, aangezien analytische functie een bredere betekenis heeft. Dit is ook omdat een belangrijk resultaat uit de complexe functietheorie is dat elke holomorfe functie complex-analytisch is, een feit dat niet direct uit de definities voortvloeit.

## Eigenschappen
Omdat complexe differentiatie lineair is en gehoorzaamt aan de product-, quotiënt-, en kettingregel zijn de sommen, producten en composities van holomorfe functies ook holomorf, en is het quotiënt van twee holomorfe functies ook holomorf, mits de noemer ongelijk is aan nul (of de punten waar deze nul is worden weggelaten uit het domein).
Als men {\displaystyle \mathbb {C} } met {\displaystyle \mathbb {R} ^{2}} identificeert, vallen de holomorfe functies samen met die functies van twee reële variabelen met continue eerste afgeleiden die de Cauchy-Riemann-vergelijkingen oplossen, een verzameling van twee partiële differentiaalvergelijkingen.
Elke holomorfe functie kan worden gescheiden in een reëel en een imaginair deel, en elk van deze is een oplossing van de laplace-vergelijking op {\displaystyle \mathbb {R} ^{2}}. Met andere woorden, als een holomorfe functie {\displaystyle f(z)} uitgedrukt wordt als {\displaystyle u(x,y)+i\,v(x,y)}, dan zijn zowel {\displaystyle u} als {\displaystyle v} harmonische functies.
In regio's waar de eerste afgeleide niet nul is, zijn holomorfe functies hoekgetrouwe afbeeldingen, in de zin dat zij hoeken en vorm (maar niet de omvang) van kleine figuren bewaren.
De integraalformule van Cauchy stelt dat elke functie die holomorf is binnen een schijf, volledig wordt bepaald door haar waarden op de grens van de schijf.
Elke holomorfe functie is analytisch. Dat wil zeggen dat een holomorfe functie {\displaystyle f} afgeleiden van elke orde heeft in elk punt {\displaystyle a} van haar domein, en dat de holomorfe functie samenvalt met haar eigen taylorreeks in {\displaystyle a} in de omgeving van {\displaystyle a}. In feite valt {\displaystyle f} samen met de taylorreeks in {\displaystyle a} in elke willekeurige schijf die op dat punt is gecentreerd en die binnen het domein van de functie ligt.
Vanuit een algebraïsch standpunt is de verzameling van holomorfe functies op een open verzameling een commutatieve ring en een complexe vectorruimte. In feite is deze verzameling een lokale convexe topologische vectorruimte, waar de seminormen de suprema op de compacte deelverzamelingen zijn.

## Voorbeelden
Alle polynomen in {\displaystyle z} met complexe coëfficiënten zijn holomorf op {\displaystyle \mathbb {C} }, net als de sinus, cosinus en de exponentiële functie. De goniometrische functies zijn in feite nauw verwant met en kunnen worden gedefinieerd op basis van de exponentiële functie met behulp van de formule van Euler. De belangrijkste tak van de complexe logaritme-functie is holomorf op de verzameling {\displaystyle \mathbb {C} \setminus \{z\in \mathbb {R} \mid z\leq 0\}}.
- De vierkantswortel kan worden gedefinieerd als {\displaystyle {\sqrt {z}}=e^{{\frac {1}{2}}\log z}}, en is daarom holomorf waar de logaritme {\displaystyle \log z} dat ook is.
- De functie {\displaystyle 1/z} is holomorf op {\displaystyle \{z\mid z\neq 0\}}.

## Tegenvoorbeelden
- Typische voorbeelden van niet holomorfe continue functies zijn het nemen van de complex geconjugeerde en van het reële deel van een complex getal.

- Als gevolg van de Cauchy-Riemann-vergelijkingen moet een holomorfe functie die alleen reële waarden aanneemt constant zijn. Daarom zijn de absolute waarde van {\displaystyle z} en het argument van {\displaystyle z} niet holomorf.

## Verschillende variabelen
Een complexe analytische functie van meer complexe variabelen wordt als analytisch en holomorf op een punt gedefinieerd als deze functie lokaal uitbreidbaar is (binnen een sfeer, een cartesisch product van schijven, die op dat punt gecentreerd zijn) als een convergente machtreeks in de variabelen. Deze voorwaarde is sterker dan de Cauchy-Riemann-vergelijkingen; in feite kan als volgt worden gesteld:
een functie van meerdere complexe variabelen is holomorf dan en slechts dan als zij voldoet aan de Cauchy-Riemann-vergelijkingen en lokaal kwadraat-integreerbaar is.

## Uitbreidingen
- Het concept van een holomorfe functie kan worden uitgebreid naar de oneindig-dimensionale ruimten van de functionaalanalyse. Bijvoorbeeld: de fréchet- of gâteaux-afgeleide kunnen worden gebruikt om een notie van een holomorfe functie over het veld van de complexe getallen te definiëren op een banachruimte.
- Een biholomorfisme of biholomorfe functie is een holomorfe functie, die een bijectie is en waarvan de inverse functie ook holomorf is.